# ナラ人
ナラ人（ナラじん、英語: Nara people）は、エリトリアの民族のひとつ。19世紀の改宗以降、ナラ人の多くはイスラム教スンニ派を信仰している。またごく少数のナラ人は現在もアニミズムを信仰している。 ナラ人は典型的な農耕民族で、現在はエリトリア・スーダン国境付近に居住している。バレンツ地区の北側、クナマ地区の南側に多く住む。
ナラ人はナラ語（en:Nara language、バレア語とも呼ばれる。）を話す。ナラ人はかつてはバレア（Barya、Barea）と呼ばれていた。ナラ人社会では男女とも14歳で成人儀式を行い、この儀式を通過することで成人とみなされる。

## 支族
ナラ人は以下の各支族に分けられる。
- Higir
- Mogareb
- Koyta
- Santora